# 이용식 (희극인)
이용식(李龍植, 1952년 4월 1일 ~ )은 대한민국의 희극인이다. MBC 유아 교육 프로그램《뽀뽀뽀》출연 당시 얻게 된
『뽀식이 아저씨』란 별명으로 유명하다.

## 생애
- 1952년 인천광역시 옹진군 출생이다.
- 그의 아버지는 황해도 은률군 출신이며, 북파 공작원으로 활동하다가 6·25 전쟁이 발발하여 옹진군 대청도로 피난했을 때 그가 태어났다.

- 1971년 라이브 클럽에서 통기타를 연주하며 포크 곡을 불렀고, 1972년 뮤지컬 배우와 연극배우로 활동했다.
- 1975년 MBC 코미디언 콘테스트를 통해 정식 데뷔하였다.
- 어린이 프로그램 《뽀뽀뽀》에서 뽀식이로 뽀병이(김병조)와 단짝 친구로 출연하였다.
- 신장은 170cm이고, 체중은 90kg이다.

## 경력
- 1994년 보호관찰소 연예인 보호위원
- 1997년 한나라당 연예인 유세단원
- 2000년 섬나라닷컴 홍보이사
- 2000년 신촌 세브란스병원 건강홍보대사
- 2001년 세브란스 홍보대사
- 2002년 한나라당 연예인 홍보단원
- 2004년 동해시 관광홍보대사
- 2005년 2014 평창 동계올림픽 유치기원 홍보대사
- 2006년 종로세무서의 일일 명예민원봉사실장
- 2007년 2008 가평 세계캠핑캐라바닝 대회 홍보대사
- 2007년 하동군 홍보대사
- 2007년 2012여수세계박람회 명예홍보대사
- 2007년 경기경찰청 일일 명예민원실장
- 2007년 관악구 홍보대사
- 2007년 대한폐암학회 폐암 홍보대사
- 2008년 제43회 전국기능경기대회 홍보대사
- 2008년 옹진군 홍보대사
- 2008년 한국마사회 재활승마 홍보대사
- 2009년 대한민국 희극인의 날 추진위원
- 2010년 글로벌한상대회 홍보대사
- 2010년 산림청 홍보대사
- 2011년 제주-세계7대자연경관 선정 홍보대사
- 2011년 제1기 해양경찰 명예홍보대사
- 2011년 ~ 제주대학교병원 명예홍보대사
- 2011년 울산시 홍보대사
- 2013년 새누리당 누리스타봉사단 자문위원
- 2014년 성주참외 홍보대사
- 2014년 동아대병원 부산·울산권역심뇌혈관질환센터 홍보대사
- 2014년 광명시 홍보대사
- 2015년 2015 웃자! 대한민국 송해 헌정공연 집행위원
- 2017년 문막농협 옥수수축제 홍보대사
- 2017년 한림병원 홍보대사
- 2017년 태백시 홍보대사
- 2017년 WGTO 홍보대사
- 2018년 SOS기금회 홍보대사
- 2020년 영동군 과일 홍보대사
- 2021년 중소기업공제기금 홍보대사
- 2022년 한돈자조금관리위원회 2022 한돈 명예홍보대사
- 2022년 울산시 홍보대사
- 2023년 SNU청안과 홍보대사
- 2024년 한돈자조금관리위원회 2024 한돈 명예홍보대사
- 2025년 울산사회복지공동모금회 홍보대사

## 수상
- MBC 방송연예대상 코미디부문 최우수상
- 제3회 대한민국 연예예술상 희극인상
- 문화체육부 장관 선행연예인 표창

## 출연작

### TV
- 《뽀뽀뽀》(MBC)
- 《일요일 밤의 대행진》(MBC) (그 시절 그 사건, 88 DJ, 미스터 酒, 사건과 신사, 심통공작 심술하인, 고인돌 고인돌 등)
- 《토요일 토요일은 즐거워》(MBC)
- 《일요큰잔치》(MBC)
- 《오늘밤 좋은밤》(MBC)
- 《가요콘서트》(MBC)
- 《놀러와》(MBC)
- 《세바퀴》(MBC)
- 《요리는 즐거워》(KBS)
- 《아침마당》(KBS)
- 《6시 내고향》(KBS)
- 《세상은 넓다》(KBS)
- 《무엇이든 물어보세요》(KBS)
- 《가요무대》(KBS)
- 《가족오락관》(KBS)
- 《연예가중계》(KBS)
- 《언제나 청춘》(KBS)
- 《애정만세》(SBS)
- 《TV는 사랑을 싣고》(KBS)
- 《사랑의 리퀘스트》(KBS)
- 《파워TV 웃음과행복사이》(KBS)
- 《콘서트 7080》(KBS)
- 《형제의 강》(SBS)
- 《청춘시대 열린마당》(MBC)
- 《아름다운 그녀》(SBS)
- 《도전 1000곡》(SBS)
- 《딩동댕 유치원》(EBS)
- 《TV쇼 진품명품》(KBS 1TV)
- 《코미디 천하》(KBS ITV)
- 《건강 버라이어티 올리브》(OBS)
- 《TV 내무반 신고합니다》(KBS)
- 《행복채널》(KBS)
- 《늘 푸른 인생》(MBC)
- 《스타는 내친구》(MBC)
- 《가요사랑콘서트》(아이넷TV)
- 《미스터리 음악쇼 복면가왕》 - 짜증날 땐 짜장면 (MBC)
- 《1호가 될 순 없어》 (JTBC)
- 2021년 《스타다큐 마이웨이》 (TV조선)
- 2021년 《건강면세점》 (TV조선)
- 2021년 《행복한아침》 (채널A)
- 2022년 《생방송 행복드림 로또 6/45》- 게스트 1043회 (MBV)
- 2023년 《이용식의 울산시대》(KBS울산방송국) - 메인 MC

### 라디오
- 2023년 7월 31일 《미스터 라디오》- 게스트, 이수민 & 이주연 & 원혁과 동반 출연 (KBS 쿨FM)

### 광고
- 1983년 ~ 1990년 해태제과 (포테이토 스낵, 콘스낵, 스마크, 시모나, 맛동산, 오예스, 노노껌, 폴라포, 우주인 스낵, 포토맨 캔디, 영플레이모빌, 자두맛 캔디, 코코부록, 사루비아, 틴틴 크래커, 제니 크래커, 점보 부라보콘, SOS 아이스바, 포테피아, 핑키베리, 칸츄리콘, 부라보콘 등)
- 1985년 아모레퍼시픽 리도 푸로틴 샴푸
- 1986년 ~ 1987년 웅진출판 (아이큐,  위인전기)
- 1986년 삼양식품 라또마니
- 1987년 매일유업 매일 요구르트
- 1987년 한성기업 왕치맛치
- 1987년 마이크로 오래쓰는 심 (Feat. 하희라)
- 1992년 한미약품 메디락 비타 (Feat. 이용식 가족)
- 1995년 리틀프랜드
- 1996년 따시락
- 1997년 뽀빠이포토
- 1998년 미래유씨에이 원터치콜
- 2016년 청남가구단지

### 앨범
- 88 DJ 이용식 코믹디스코파티 (1987)[2]
- 고요한밤거룩한밤 이용식캐롤특집 (1985)[2]
- 기쁘다구주오셨네 이용식캐롤특집 (1985)[2]
- 동물농장 88 DJ 이용식 코믹디스코파티 (1987)[2]
- 뚝배기 된장 88 DJ 이용식 코믹디스코파티 (1987)[2]
- 루돌프 사슴코 캐롤 - 이용식 캐롤특집 (1985)[2]
- 루돌프사슴코 이용식캐롤특집 (1985)[2]
- 마까레나 이용식 & 서원섭 : single - 이용식 & 서원섭 (1997)[2]
- 마까레나 (경음악) 이용식 & 서원섭 : single - 이용식 & 서원섭 (1997)[2]
- 마음이 약해서 탈이야 88 DJ 이용식 코믹디스코파티 (1987)[2]
- 모두 일어나 single - 뽀식이 이용식의 월드컵송 (2006)[2]
- 모두 일어나 (Mr) single - 뽀식이 이용식의 월드컵송 (2006)[2]
- 번개 88 DJ 이용식 코믹디스코파티 (1987)[2]
- 북치는소년 이용식캐롤특집 (1985)[2]
- 사랑을 할거야 이용식 & 서원섭 : single - 이용식 & 서원섭 (1997)[2]
- 사랑을 할거야 (경음악) 이용식 & 서원섭 : single - 이용식 & 서원섭 (1997)[2]
- 사랑하지 않았어 이용식 : 사랑과인생 (1989)[2]
- 사랑한 너의 모습 이용식 : 사랑과인생 (1989)[2]
- 산타할아버지 우리마을 오시네 캐롤 - 이용식 캐롤특집 (1985)[2]
- 산타할아버지 우리마을 오시네 이용식캐롤특집 (1985)[2]

## 가족 관계
- 아버지 : 이영환 (1916년 ~ 1997년) - 월남 군인(해군) 출신
- 어머니 : 양경선 (1919년 ~ 1994년)
- 배우자 : 김외선 (1953년 ~ ) - (1983년 10월 8일 결혼 ~ 현재)
  - 딸 : 이수민 (1991년 4월 13일 ~ )
  - 사위 : 원혁 (1988년 7월 23일 ~ )
    - 외손녀 : 원이엘 (2025년 5월 6일 ~ )
- 첫째형 : 이용준 (1943년 ~ )
- 둘째형 : 이용섭 (1946년 ~ )
- 셋째형 : 이용철 (1949년 ~ )